# École La Mache
L’École La Mache est un établissement de formation privé situé dans le 8e arrondissement de Lyon. Fondée par le père La Mache en 1920, sa principale mission est de former des cadres intermédiaires pour le secteur industriel.
L'école qui s'appelait « École d'Apprentissage Supérieur », a été rebaptisée « Lycée Technique Privé Maurice La Mache » lors du passage sous contrat de l'école en 1980. Elle obtient le label Lycée des métiers en 2004[à vérifier], passe au statut de fondation en 2007 et devient fondation d'utilité publique pour la première fois lors de l'année scolaire 2008-2009.

## Présentation
Le lycée compte, en 2020, environ 1 200 élèves. C'est un établissement d'enseignement privé, catholique, sous contrat d'association avec l'État, qui propose des formations d'enseignement professionnel (baccalauréat professionnel) et d'enseignement professionnel (baccalauréat technologique), ainsi que d'enseignement supérieur (BTS et licences professionnelle).
Sa devise, qui est présente à plusieurs emplacements des bâtiments, est « Le premier apprentissage est celui du métier d'Homme ».

Il était labellisé, depuis le 25 juin 2004[à vérifier] et jusqu'en 2018 « Lycée des métiers » et bénéficie encore depuis le 29 juin 2007 du statut de fondation reconnue d’utilité publique.
 (22 janvier 2023).
Améliorez-le ou discutez des points à vérifier. 

### Actions environnementales et labels
Engagé dans une démarche de développement durable, le lycée est labellisé E3D (Établissement en Démarche globale de Développement Durable) pour la période 2016 - 2020. Adhérent à la Ligue pour la protection des oiseaux, il est labellisé Eco-école 2019. De plus, il est mandataire de la Région Auvergne-Rhône-Alpes dans le cadre de l'agence lycéenne de développement durable pour la période 2018-2020. En 2019, il obtient le deuxième prix de la Journée internationale des forêts avec la classe de troisième prépa-métiers. Depuis la rentrée scolaire 2018, le lycée possède sur son toit une ruche.

### Jumelage et partenariat à l'étranger
Le lycée est jumelé avec l’Institut Cortbawi à Jounieh, au Liban. Également partenaire du centre technique Saint-Éloi de Ziguinchor au Sénégal depuis dix ans[Quand ?], chaque année des élèves participent à un chantier solidaire pour construire les ateliers techniques.

### Réalisations
Dès l’année 1923, l’École d'Apprentissage Supérieur a un stand à la foire de Lyon pour présenter les réalisations des élèves, comme des chaires à prêcher, des tables de communion, des autels, armoires, serrures ou encore des cylindres pour machines à vapeur.
En 1925, l’école participe à l’exposition internationale des arts décoratifs de Paris et travaille à l’église du Village français.
Les élèves du lycée ont réalisé en 1936 des œuvres qu'on trouve classées dans la base Palissy du patrimoine mobilier français du Ministère de la Culture. Conçues par Georges Curtelin, elles ont été réalisées pour la chapelle Sainte-Madeleine à Bourg-en-Bresse. Il s'agit d'un groupe de lustres d'église et d'une paire de confessionnaux,,. Ils ont également participé à l’aménagement de la basilique du Sacré-Cœur de Paray-le-Monial et du sanctuaire marial de La Salette et fabriqué des meubles pour le Grand séminaire de Grenoble. Dufieux précise que l’EAS participe à tous les chantiers religieux de cette période.

## Le fondateur
(22 janvier 2023).
Améliorez-le ou discutez des points à vérifier. 
Maurice Paul Marie La Mache est né à La Mulatière le 28 juillet 1887 et mort le 12 décembre 1976. Il est le dernier enfant d’une fratrie de sept, dont les parents sont Paul La Mache et Blanche Brac de La Perrière. Son grand-père, Paul La Mache, a été compagnon de Frédéric Ozanam et cofondateur de la société de Saint-Vincent-de-Paul.
Ayant grandi au sein d’une famille pieuse, il entre le 4 octobre 1904 au séminaire de Francheville, puis le 12 octobre 1910 au séminaire universitaire. Il est ordonné prêtre le 17 décembre par Monseigneur Déchelette. En juin 1912, il présente sa thèse sur la « Communion des Saints » et est reçu docteur en théologie. Au début de 1920, Maurice La Mache est nommé vicaire à Saint-Martin d’Ainay où il ne reste que peu de temps puisqu’en juillet, le cardinal Maurin lui confie la fondation et la direction de l’École d’Apprentissage Supérieur. Il en sera le directeur jusqu’en 1970.
Il est par ailleurs fondateur de l’Union nationale de l’enseignement technique privé (UNETP).

## Histoire
(22 janvier 2023).
Améliorez-le ou discutez des points à vérifier. 
En juillet 1920, le cardinal Maurin confie au Père La Mache la création d’une école professionnelle et technologique. Selon les paroles du cardinal, elle devra donner une formation générale mais aussi une formation technique et pratique pour « faire des ouvriers capables de devenir des cadres dans les ateliers et les entreprises ». La première rentrée s’effectue le 19 octobre 1920 avec 25 élèves – 21 en mécanique et 4 en bois – dans les locaux qui se situent 112 cours Gambetta. En 1924, l’école scolarise un total de 69 élèves, et 92 en 1928. Le cursus se déroule sur cinq années, mais à cette époque, peu d’entre eux achèvent une scolarité complète. La plupart quitte l’école au bout de trois ans, pour devenir artisans, ouvriers qualifiés, contremaîtres ou chefs d’entreprises.

### Déménagement dans le quartier du Bachut
Les locaux cours Gambetta sont devenus trop petits et, en 1933, les usines automobiles Cottin & Desgouttes, implantées dans le quartier du Bachut, ferment leurs portes. À cette occasion, la Société immobilière du Bachut est constituée pour acquérir une partie des ateliers et un terrain. La construction de l’école débute par la pose de la première pierre et sa bénédiction par le cardinal le 11 août 1934 : « Cet édifice est construit pour que l’école poursuive son développement, donnant une formation professionnelle, morale et religieuse à un nombre toujours croissant de jeunes ouvriers chrétiens, par qui rayonnera dans le monde des travailleurs et dans la société tout entière, l’action divine de Jésus ouvrier ». En septembre 1936, 140 élèves effectuent leur rentrée dans les locaux neufs et se répartissent en quatre sections : mécanique, serrurerie, menuiserie et ébénisterie,.

### Extension
En 1957, les toits-terrasses de l’école et de la chapelle sont transformées en locaux d’hébergement et scolaires pour faire face à la croissance des effectifs. En 1958, avec la création des techniciens supérieurs en électrotechnique, l’école franchit le cap des 400 élèves et accueille désormais 300 pensionnaires.

### Passage sous contrat dans les années 1970
En 1970, l’école passe sous contrat simple avec l’État, qui impose des exigences d’effectifs. En 1971, l’école cède une partie de son terrain à la ville pour la construction de l’actuel boulevard Jean XXIII et, une autorisation lui est donnée pour construire une passerelle permettant d’éviter aux élèves de traverser le boulevard pour se rendre aux ateliers.
L’agrandissement de l’école se poursuit par l’édification en 1977 d’un bâtiment sur neuf niveaux qui devient le nouvel internat de l’école. C’est en 1980 que l’École d’apprentissage supérieur devient le Lycée technique privé Maurice La Mache, sous contrat d’association avec l’Éducation nationale, tout en conservant une part importante de sa formation dans les ateliers.

### Nouvelles extensions
En 1990, l’école accueille 580 élèves, dont 310 internes. Le centre de formation post BTS ouvre ses portes en 1995. Pour l’an 2000, de nouveaux ateliers sont construits sur le terrain de sport de l’école,. Les anciens ateliers sont vendus pour la construction d’un programme immobilier résidentiel, mais l’école conserve toutefois une partie du terrain où elle implante un gymnase, toujours accessible par la passerelle.
L’édification d’un nouveau bâtiment est en planification et il permettra d’accueillir l’ensemble des élèves et étudiants de l’école à l’horizon 2022.

## Architecture
(22 janvier 2023).
Améliorez-le ou discutez des points à vérifier. 

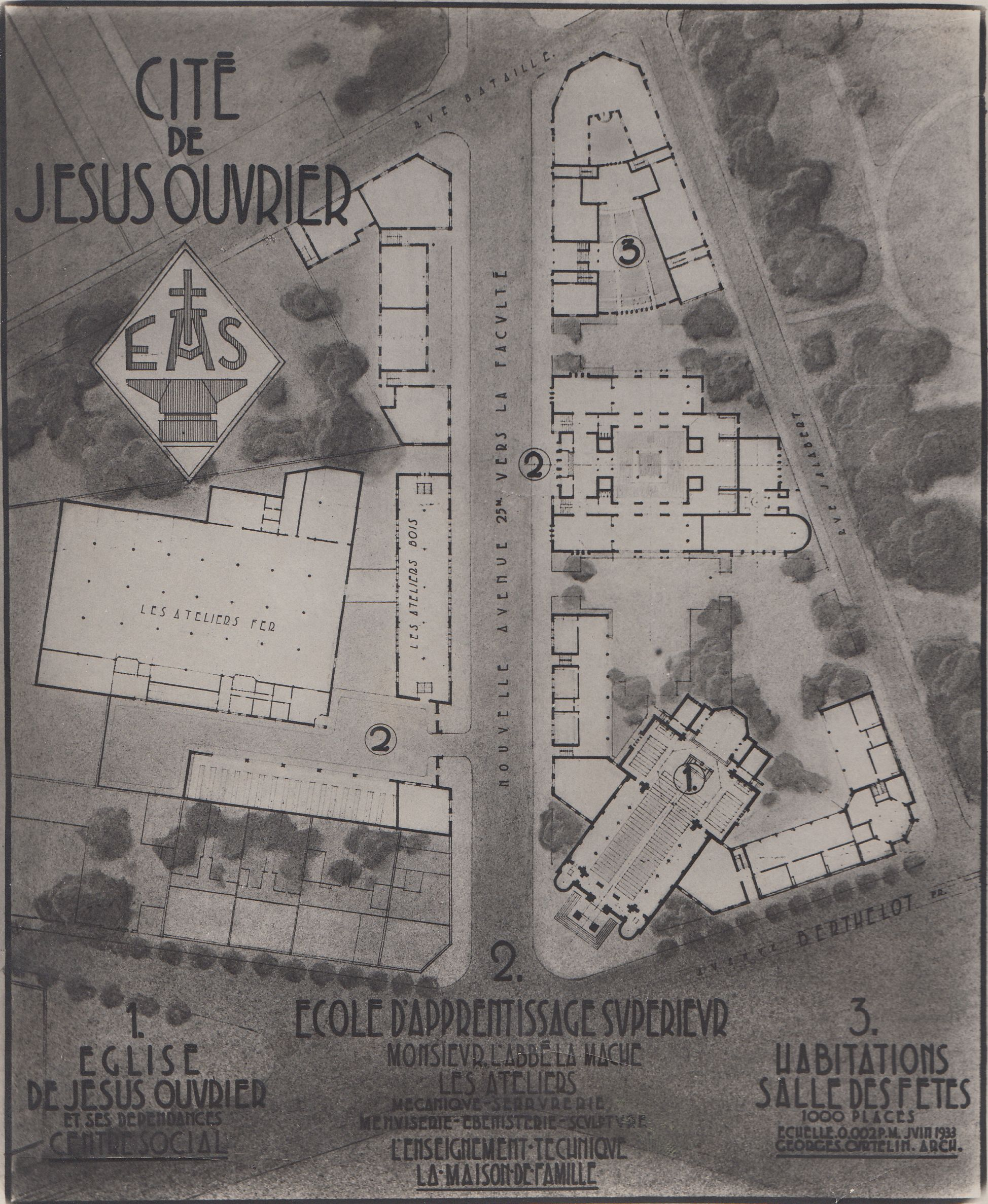
Cité de Jésus Ouvrier

Les bâtiments construits entre 1934 et 1936 dans un style moderniste art déco par l’architecte lyonnais Georges Curtelin se composent de deux bâtiments rectangulaires : le bâtiment principal et la chapelle. Il faisait partie d’un projet plus vaste appelé « Cité de Jésus Ouvrier ». Dans ce projet, il était prévu de construire une église à l’angle de l’avenue Berthelot et du futur boulevard Jean XXIII ainsi que des habitations et une salle des fêtes à l’angle de la rue Bataille et du futur boulevard Jean XXIII. Seule l’école d’apprentissage supérieur sera construite et les « ateliers bois » et les « ateliers fer » seront implantés en face dans les anciennes usines Cottin & Desgouttes.

### Bâtiments

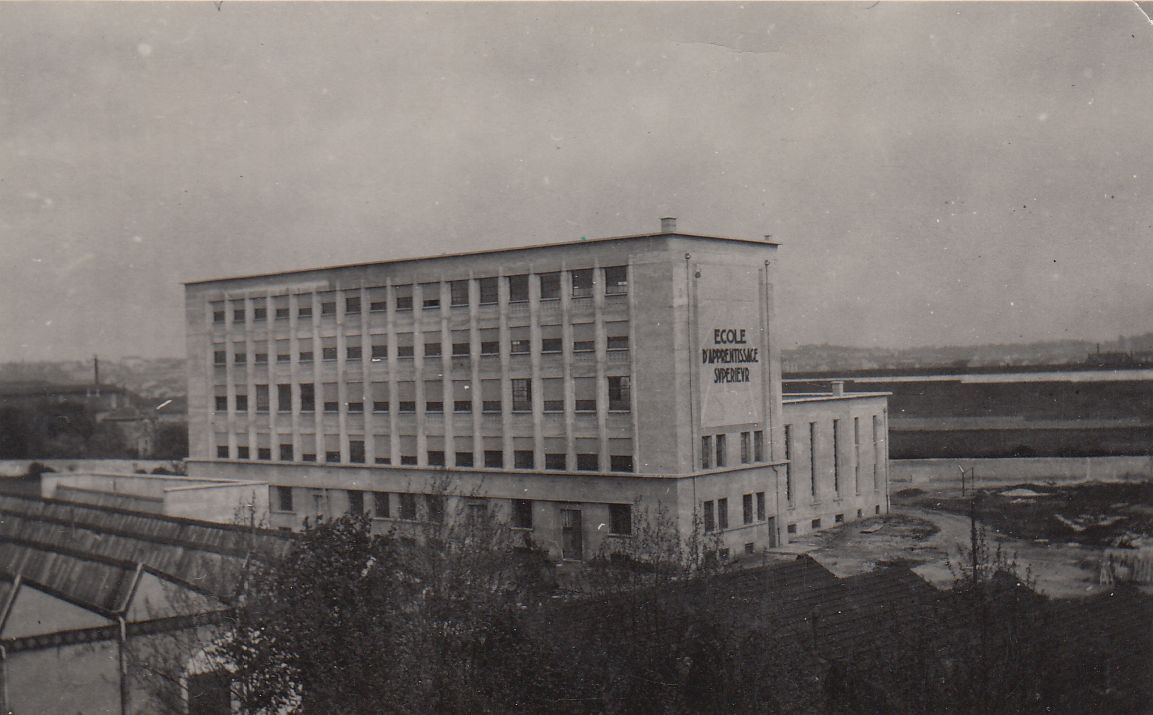
Bâtiments dans les années 1930

Les bâtiments principaux sont à l’origine deux volumes assemblés : le bâtiment principal forme un grand parallélépipède rectangle. Il est occupé par les salles de cours, les bureaux administratifs, les dortoirs de l’internat et la cantine en demi-sous-sol.

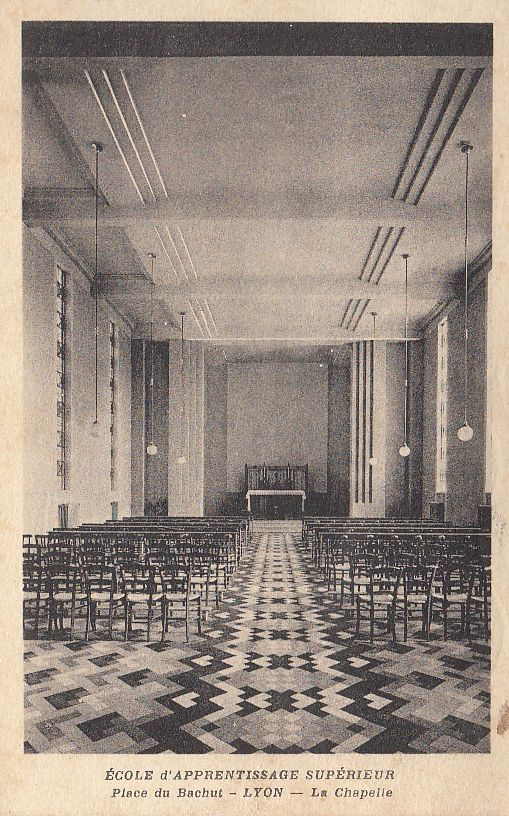
La chapelle dans les années 1930.

La chapelle, quant à elle, forme un petit parallélépipède rectangle, disposé perpendiculairement au bâtiment principal, à son extrémité sud. Construite pour être la chapelle de l’école, elle devient l’église Saint Marc en 1961 quand le père La Mache accepte d’accueillir la nouvelle paroisse du diocèse. Pour cela, il la fera agrandir par Georges Curtelin : son chœur est élargi et le sous-sol est aménagé.
En 2000, la paroisse est supprimée et la chapelle redevient à l’usage unique de l’école. Elle est modifiée en 2015, sa nef sert de salle pour l’école, le chœur est fermé et la chapelle orientale est transformée en oratoire.

### Structure
La structure des bâtiments est en béton armé : les murs et les poteaux portent les poutres qui supportent la dalle des planchers. Le système constructif (de type Hennebique) donne de grandes portées et de vastes espaces dégagés. Cela permet un libre aménagement des espaces intérieurs et également de très grandes ouvertures.

### Style

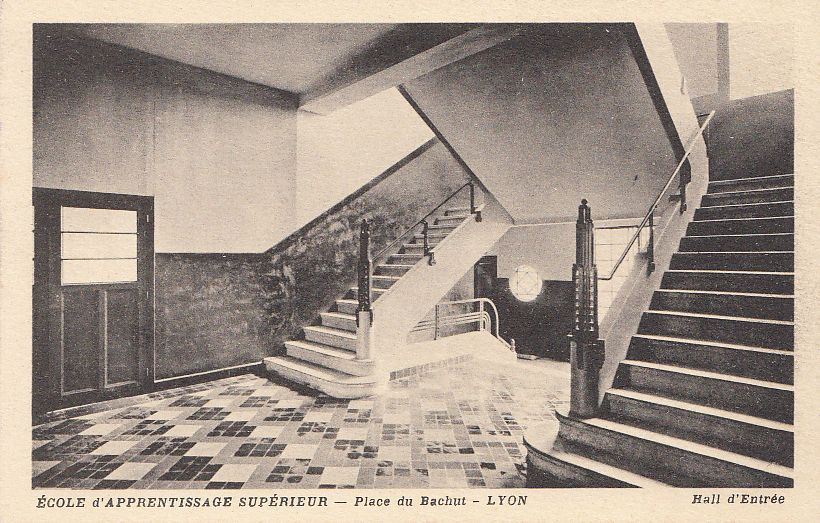
Le hall d'entrée dans les années 1930.

Les volumes simples et géométriques, la structure en béton armé, le toit-terrasse et l’escalier principal avec ses fenêtres d’angles en font un bâtiment d’esprit moderne mais des éléments décoratifs lui donnent un caractère art déco. Comme principales caractéristiques, on retiendra les colonnes engagées à facettes des façades est et ouest et l’encadrement des portes principales.

## Les formations
(22 janvier 2023).
Améliorez-le ou discutez des points à vérifier. 
Le lycée La Mache est un lycée professionnel qui accueille une classe de troisième prépa-métiers et propose sept baccalauréats professionnels. Il compte un atelier de production par corps de métier.
- Bac pro Technicien d'Usinage (TU)
- Bac pro Système Numérique (SN)
- Bac pro Métiers de l'Électricité et de ses Environnements connectés (MELEC)
- Bac pro Ouvrage du Bâtiment : Métallerie (OBM)
- Bac pro Technicien en Chaudronnerie Industrielle (TCI)
- Bac pro Technicien Menuisier Agenceur (TMA)
- Bac pro Étude et Réalisation d'Agencement (ERA)

Le lycée technologique propose les quatre spécialités du bac STI2D :
- Énergies et Environnement
- Innovation Technologique et Éco-Conception
- Architecture et Construction
- Systèmes d’Information et Numérique

Le lycée propose également des études supérieures (Sup' La Mache) avec six formations différentes de BTS :
- Conception et Réalisation en Chaudronnerie Industrielle
- Électrotechnique
- Architecture Métal : Conception et Réalisation
- Étude et Réalisation d’Agencement, Enveloppe des Bâtiments
- Conception et Réalisation
- Technicien(ne) d’Infrastructure Informatique et Sécurité

Mais aussi des certifications et licences :
- Certification Professionnelle Chargé(e) de Projets en Automatisme
- Robotique et Informatique Industrielles
- Certification Professionnelle Chargé(e) d’Affaires et de Développement à l’International
- Licence Professionnelle Conduite d’Affaires en Bâtiment
- Licence Générale Ingénierie et Électromécanique
- Licence Générale Responsable de projets informatiques
- Développement et cybersécurité
- Licence Générale Commerce et Développement à l'International
- CQP CT Conducteur de travaux et/ou d’affaires
- CQP Conduite d’Affaires, de Projets Industriels

Et pour finir un Bac+5 Expert en cybersécurité industrielle et de l'alternance.